# Zacatixpam
Zacatixpam är en ort i Mexiko.   Den ligger i kommunen Loma Bonita och delstaten Oaxaca, i den sydöstra delen av landet, 400 km öster om huvudstaden Mexico City. Zacatixpam ligger 17 meter över havet och antalet invånare är 125.
Terrängen runt Zacatixpam är platt. Runt Zacatixpam är det ganska tätbefolkat, med 86 invånare per kvadratkilometer. Närmaste större samhälle är Loma Bonita, 9,4 km sydost om Zacatixpam. Trakten runt Zacatixpam består till största delen av jordbruksmark.